# Chùa Dơi
Chùa Dơi là một ngôi chùa có kiến trúc hòa trộn giữa hai nền văn hóa Việt Nam – Campuchia tại tỉnh Sóc Trăng. Chùa còn có tên là Serây tê chô mahatúp, trong tiếng Khmer có nghĩa là do phúc đức tạo nên.

## Vị trí
Chùa Dơi tọa lạc trên đường Văn Ngọc Chính, khóm 9, phường 3, thành phố Sóc Trăng, cách trung tâm thành phố Sóc Trăng khoảng 2 km.

## Lịch sử

### Tên chùa
Chùa Dơi có tên Khmer là Wath Sêrâytêchô Mahatup, người Kinh và người Hoa đọc chạy từ Mahatup thành “Mã Tộc” nên Chùa còn có tên là Chùa Mã Tộc.
Chùa Dơi là do ở xung quanh chùa có một cánh rừng với chủ yếu là các cây sao và dầu, trong đó có hàng vạn con dơi đang sinh sống; cứ chiều đến hàng vạn con dơi lại kéo về sân chùa che kín cả bầu trời. Các vị sư ở đây cho rằng việc dơi đổ về chùa là phúc lành nhà Phật cho ngôi chùa này nên họ rất tích cực bảo vệ bầy dơi.
Dơi trong chùa thuộc loại dơi quạ to con, trọng lượng từ 1 – 1,5 kg với sải cánh rộng đến 1,5 m, chúng có 2 màu vàng – đen trông bắt mắt. Tuy là loài động vật ăn hoa quả nhưng đàn dơi này không bao giờ ăn quả chín trong vườn chùa, mà thường bay đi xa để kiếm ăn.

### Lịch sử hình thành
Chùa Dơi được khởi công xây dựng vào từ năm 1569, cách nay đã hơn 450 năm do ông Thạch Út đứng ra xây dựng. Khởi đầu, chùa được xây dựng bằng gỗ, lợp lá dừa nước. Từ đó đến nay chùa được trùng tu nhiều lần.
Năm 1960, chùa sửa chữa lớn ở chánh điện bằng vật liệu kiên cố.
Ngày 12 tháng 2 năm 1999, Bộ Văn hóa – Thông tin (nay là Bộ VHTT&DL) ban hành Quyết định số 05/1999/QĐ-BVHTT xếp hạng Chùa Dơi là Di tích Kiến trúc – Nghệ thuật cấp Quốc gia.
Đến năm 2008, Chùa Dơi bị cháy ngôi chánh điện.
Vào tháng 4 năm 2009, chánh điện chùa đã được phục chế lại như cũ.
Năm 2013, khu du lịch Chùa Dơi được đưa vào hoạt động, nằm phía đối diện cổng chùa, có bãi đậu xe rộng rãi, và các dịch vụ tiện ích khác như nhà hàng chùa Dơi, xe điện,...

## Kiến trúc
Quần thể kiến trúc chùa Dơi nằm lọt thỏm trong một khuôn viên rộng 4 ha. Tổng thể kiến trúc này bao gồm các công trình: ngôi chánh điện, sala, nhà hội, phòng ở của các sư thầy, tháp để tro người chết, phòng khách.
Chùa Dơi có kiến trúc Khmer cổ, chánh điện được xây lại bằng gạch, mái lợp ngói, bốn đầu mái cong vút chạm trổ hình rắn Naga, trên đỉnh mái có một ngọn tháp nhọn. Bao quanh chánh điện là các hàng cột đỡ, mỗi cột có một tượng tiên nữ Kemnar chắp hai tay trước ngực,...
Mái của tòa chánh điện có chiều dài gần 21 m, chiều rộng hơn 11 m, được xây dựng trên nền cao hơn mặt đất tự nhiên 1 m, nổi bật với kết cấu gồm 4 hệ thống mái chồng lên nhau.
Phía bên trong chánh điện có pho tượng Phật Thích Ca bằng đá nguyên khối đặt trên một tòa sen cao khoảng 2 m và một pho tượng miêu tả Đức Phật cưỡi trên rắn thần Muchalinda.
Phía bên ngoài chánh điện chùa có một khuôn viên xanh mát rợp bóng cây cổ thụ, không gian mát mẻ, thanh tịnh. Còn có nhiều bảo tháp chứa di hài các sư trụ trì chùa và nhà hội Sa La với kiến trúc kiểu nhà rông, làm nơi nghỉ ngơi, tu học của các sư sãi,...
Phía sau chùa có những ngôi mộ kỳ lạ, trên mỗi mộ có vẽ hình 1 con heo, đây là những con heo 5 móng (heo thường chỉ có 3 móng).
Lễ hội đặc sắc nhất ở đây là ngày lễ Kathina, được tổ chức bắt đầu từ ngày 15/9 đến 15/10 âm lịch.

## Hình ảnh

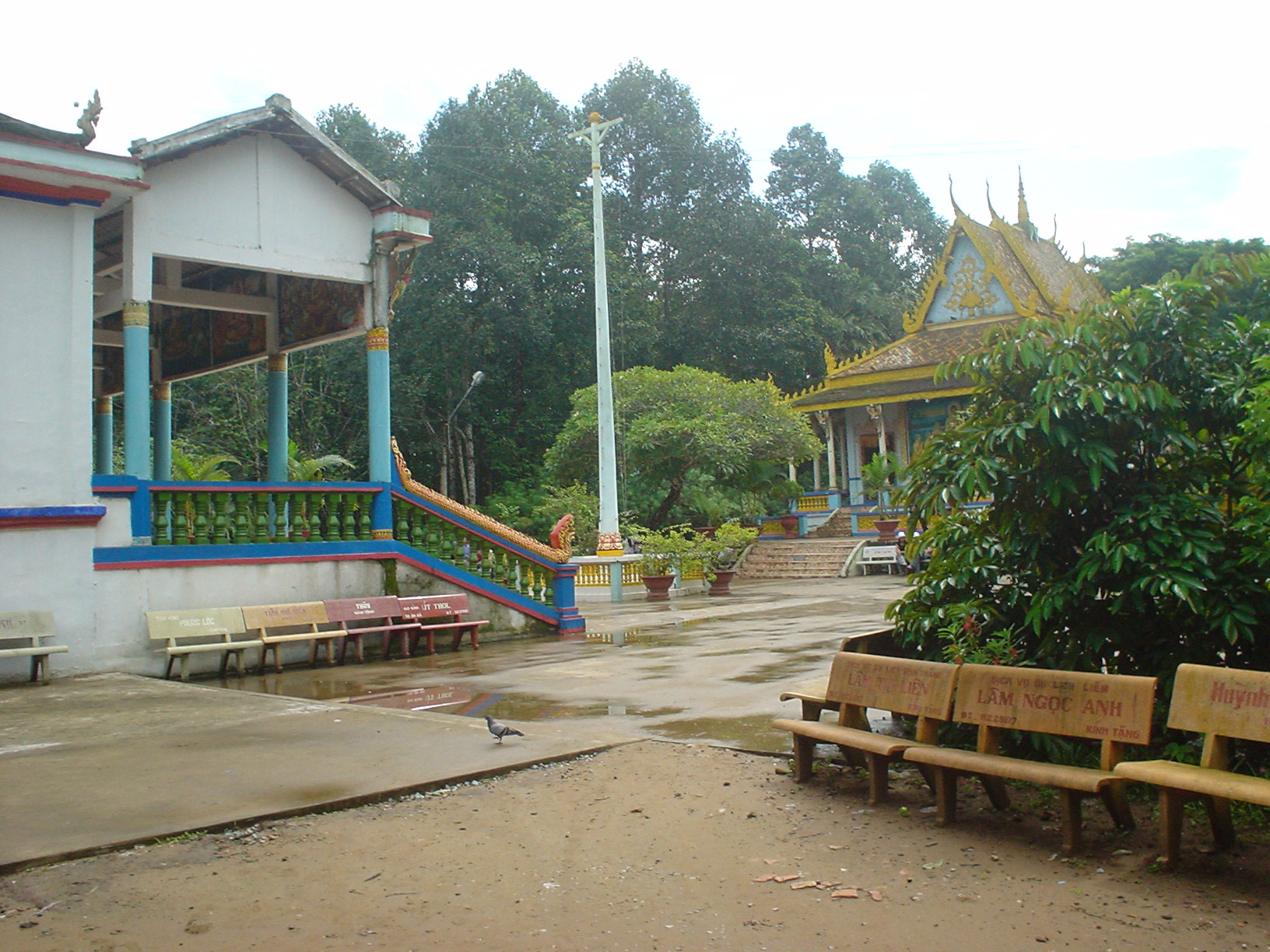
Chùa Mã Tộc ở Sóc Trăng.
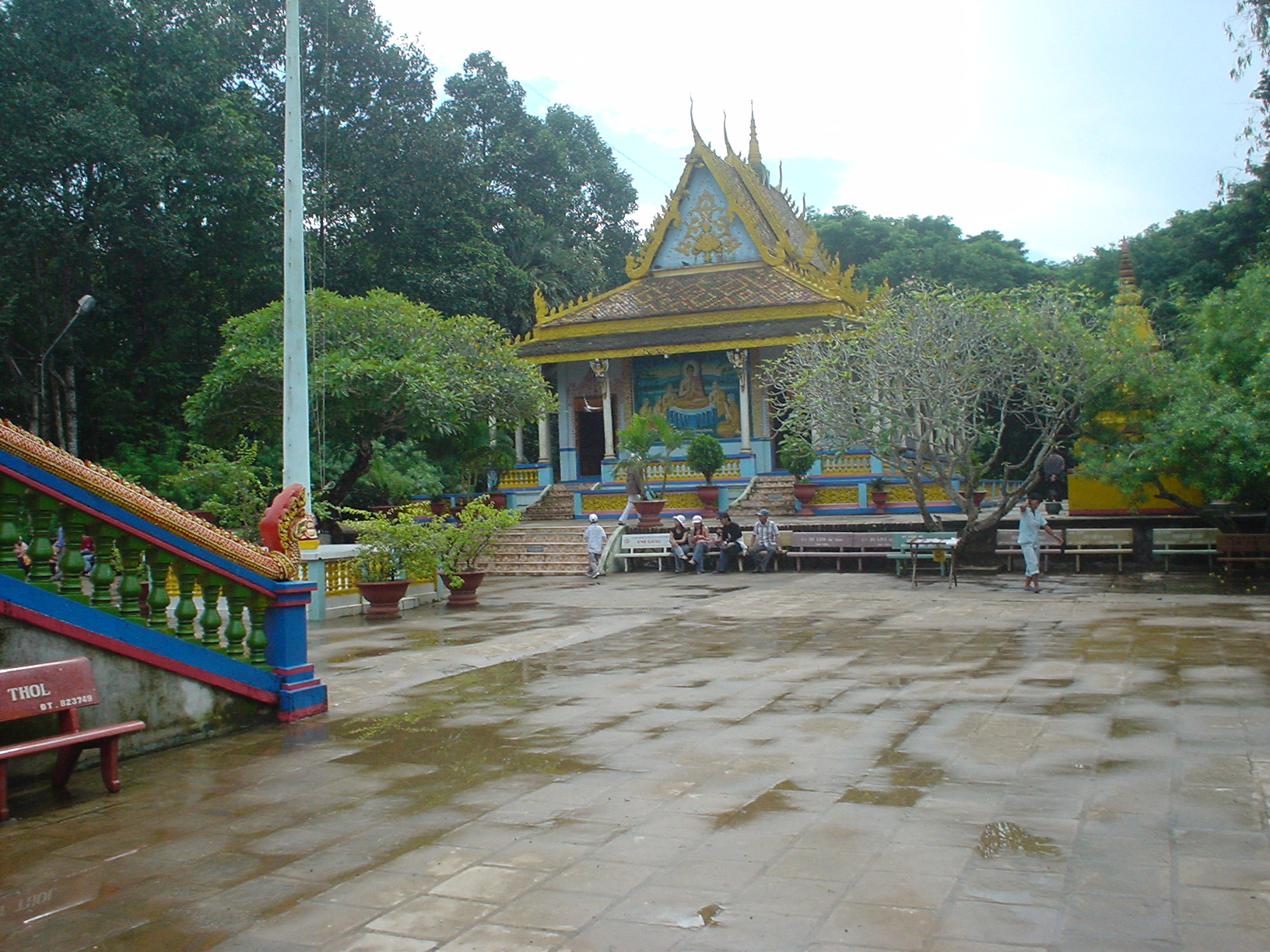
Chùa Mã Tộc ở Sóc Trăng.
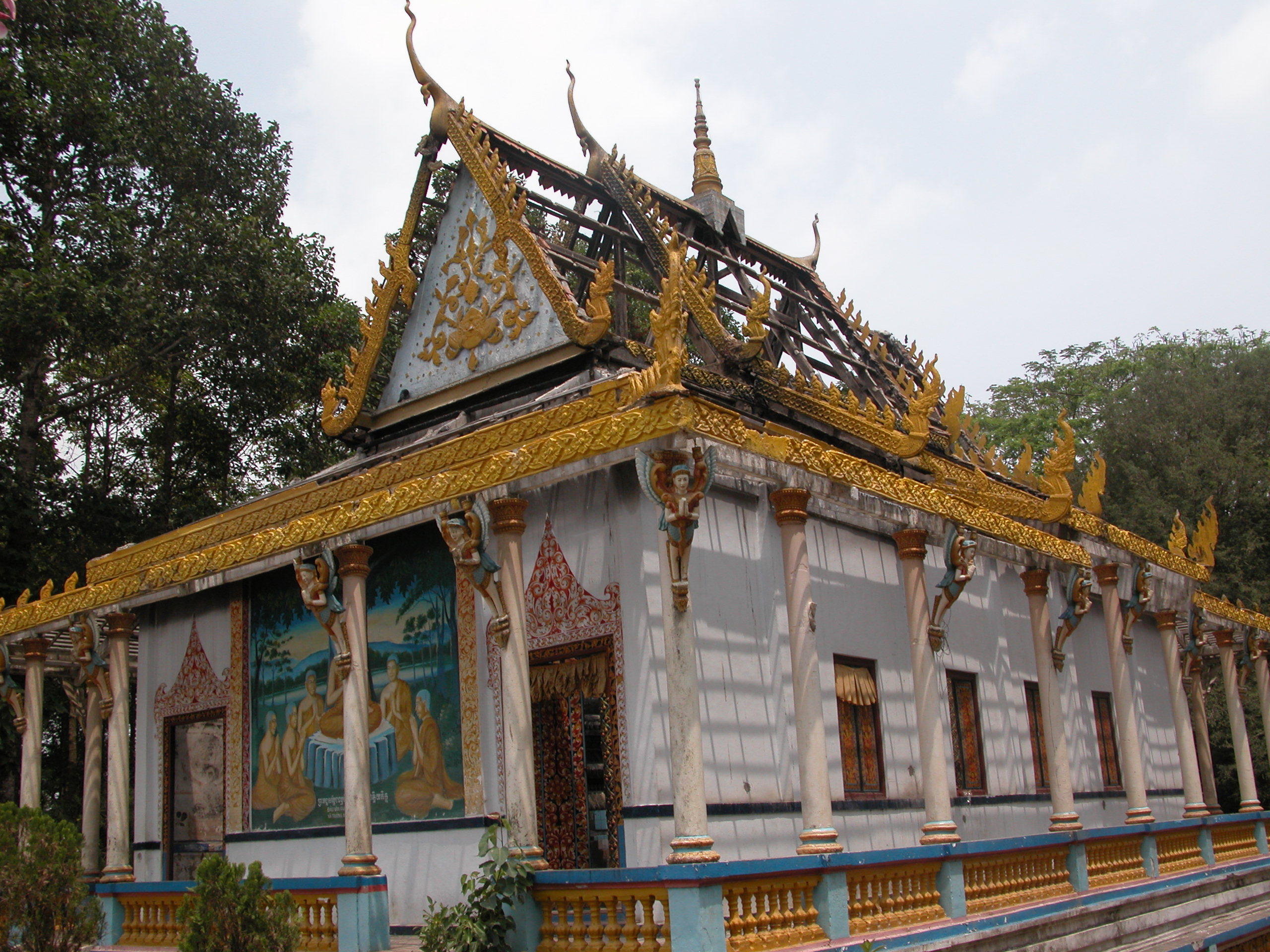
Chính điện chùa sau khi bị cháy năm 2007
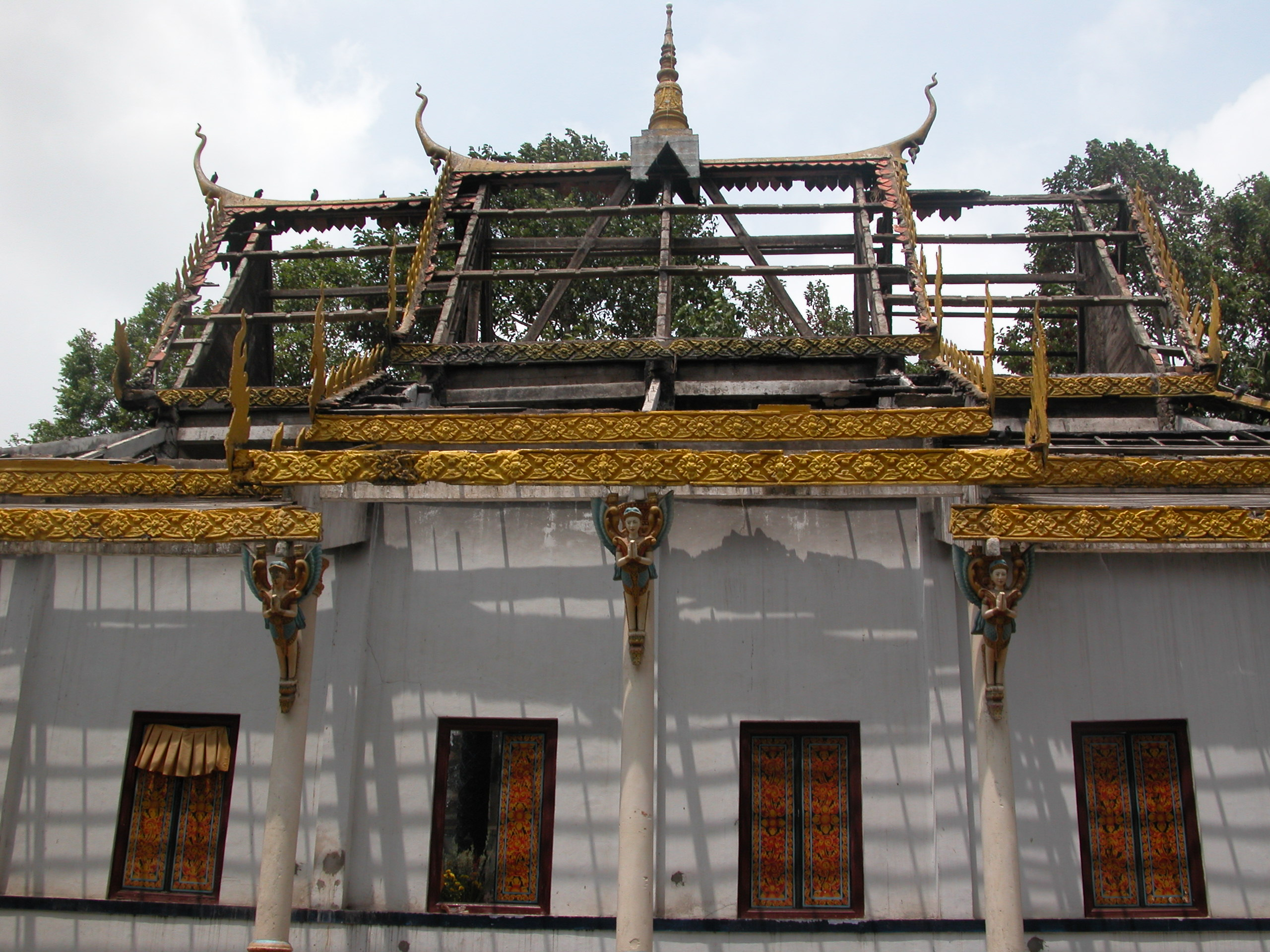
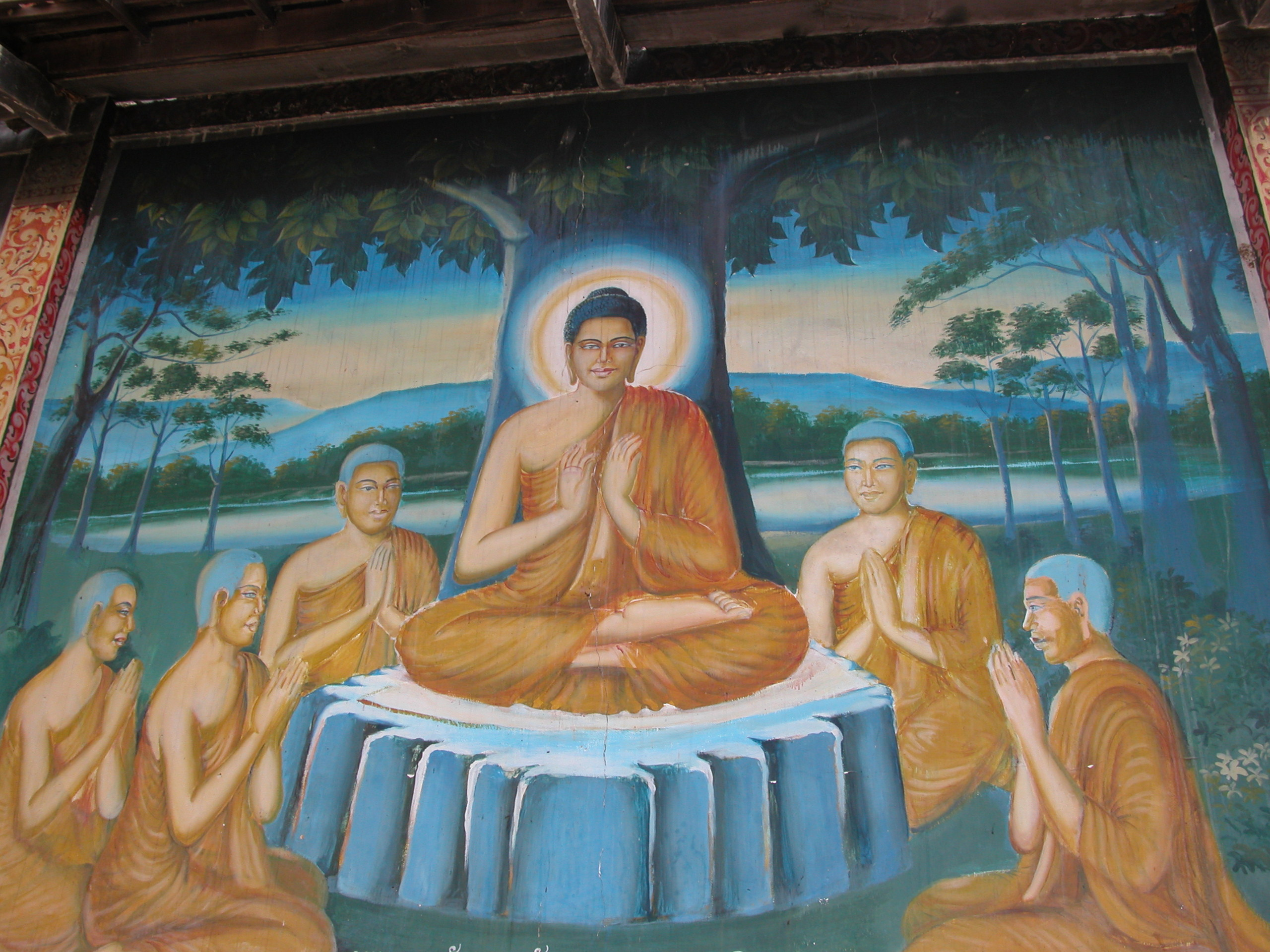
Một bức tranh tường
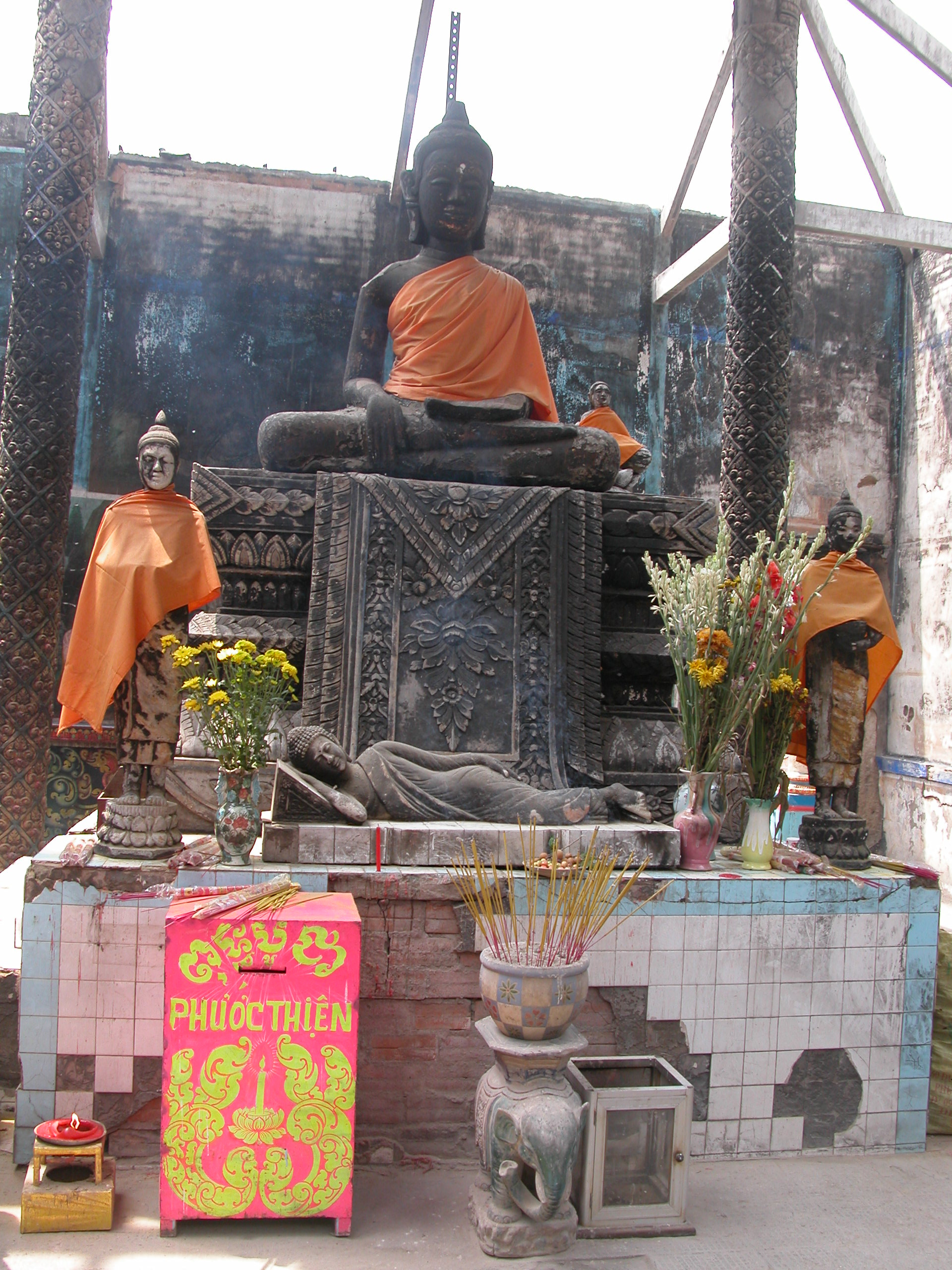
Ban thờ bên trong chính điện
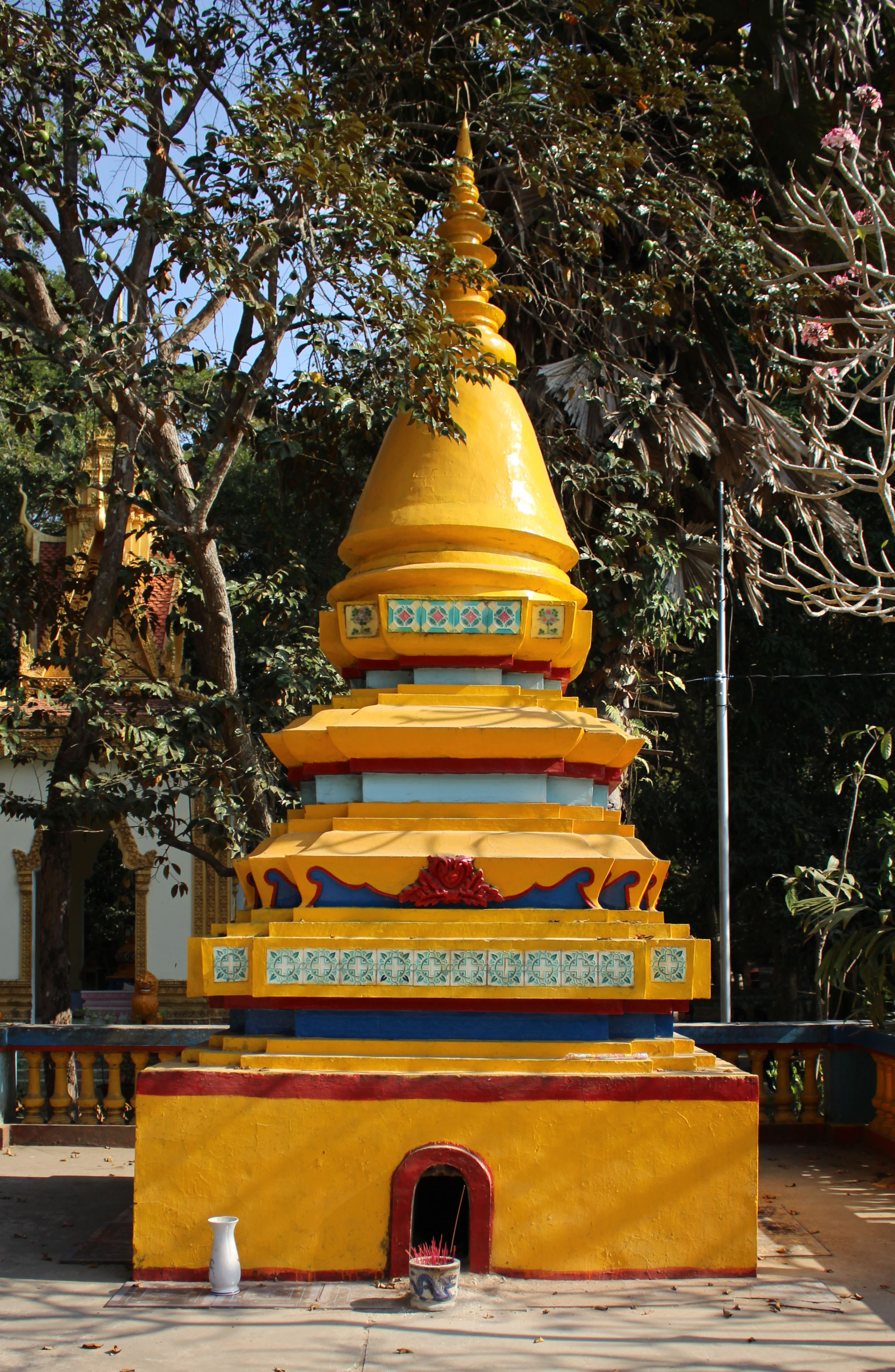
Một ngọn tháp trong chùa